# Leonhard Euler
Leonhard Euler (Bázel, 1707. április 15. – Szentpétervár, 1783. szeptember 18.) svájci matematikus és fizikus, a matematikatörténet egyik legtermékenyebb és legjelentősebb alakja.

## Élete
Édesapja Paul Euler (1670–1745) kálvinista lelkész, anyja Margaretha Brucker (1677–1761), aki előkelő ősöket felvonultató családból származott. Leonhard Euler a svájci Bázelban született a házaspár első gyermekeként. Három testvére volt: két húga, Anna Maria (1708–1778), és Maria Magdalena (1711–1799), öccse Johann Heinrich (1719–1750) (ő később Georg Gsell (1673–1740) tanítványa lett, aki Szentpéterváron művészetet oktatott). Apja Leonhardot is lelkészi pályára szánta. Paul Euler barátja volt Johann Bernoulli matematikus, aki később Leonhard matematikai tanulmányaival is foglalkozott. Paul Euler diákkorában Jakob Bernoulli tanítványa volt. Apja kezdte el Leonhardot matematikai ismeretekre oktatni.
Bár Bázelben született, de egyéves korától a gyerekkora jelentős részét a szomszédos Riehenben töltötte, mivel apja ott prédikált, ezért szülei odaköltöztek. Itt járt iskolába, de ott csak a latin nyelvet oktatták, ezért apja „magántanárt” fogadott mellé, egy fiatal teológust, Johannes Burckhardt-ot (1691–1743), aki rajongott a matematikáért. Leonhard 1720-tól, tizennégy éves korától a bázeli egyetemen teológiát tanult. De ennél sokkal jobban érdekelte a matematika, amit a bázeli egyetemen nem tanítottak. Magánúton, matematikai könyvekből tanult. Már jó úton haladt, hogy apja kívánságának megfelelően lelkész legyen, amikor Johann Bernoulli észrevette Leonhard Euler matematikai tehetségét.
Lehetőségem nyílt rá, hogy bemutassanak a híres professzornak, Johann Bernoullinak. Nagyon elfoglalt volt, és kereken visszautasította, hogy magánórákat adjon nekem. De sokkal értékesebb volt az a tanács, hogy olvassak nehéz matematikai problémákkal foglalkozó könyveket abban a tempóban, ahogy nekem megfelel. Megengedte azt is, hogy ha akadályba vagy nehézségbe ütközöm, felkereshessem otthonában. Így gyakorlatilag minden vasárnap délután elmentem hozzá, és ő mindent elmagyarázott, amit magamtól nem értettem meg.
Johann Bernoulli meggyőzte Pault, hogy fia neves matematikus lehet. Az édesapja beleegyezett, hogy fia inkább matematikus legyen, így az eredetileg elkezdett tanulmányait 1723-ban (a másoknál szokásos tanulási időtartamnál másfél évvel hamarabb) befejezve megkapta a primam lauream fokozatot (ez nagyjából a mai érettséginek felel meg) és a magister címet, majd matematikát kezdett tanulni és abból 1726-ban kapta meg a végzést igazoló okiratot. 1727-ben a Francia Tudományos Akadémia által kiírt pályázaton, aminek témája „az árbócok legjobb elrendezése a hajókon”, második díjat nyert.
Daniel Bernoulli hívta 1727-ben a két évvel korábban létrehozott Szentpétervári Tudományos Akadémiára. 1731-ben a fizika professzora, majd két évvel később a matematikai osztály vezetője lett. Ez utóbbit Daniel Bernoullitól vette át, aki betegsége miatt visszaköltözött Svájcba. Ezekben az években Christian Goldbachhal is találkozott. 1734. január 7-én feleségül vette Katharina Gsellt, 13 gyermekük született, de mindössze öt érte meg a felnőttkort.
1735-ben kezdődtek egészségi problémái. Ebben az évben egy súlyos láz majdnem a halálát okozta. 1740-ben a jobb szemére megvakult, de egy sikeres műtét visszahozta a látását. Később azonban újra elvesztette, és a műtét következtében 1771-ben a másik szemére is megvakult. (Megjegyzendő, hogy munkáinak kb. felét vakon hozta létre, amiben szentpétervári munkatársai önzetlenül segítették.)
1736-ban jelent meg Mechanica (Mechanika) című munkája, ami mérföldkő volt a tudományág életében, ugyanis Euler ebben mutatta be azokat a matematikai eszközöket, amiket a mechanika tanulmányozása során alkalmazni lehet. 1738-ban, majd 1740-ben is elnyerte a Francia Tudományos Akadémia nagydíját. Ekkor már elismert tudósnak számított.
1741-ben Nagy Frigyes porosz király hívására Berlinbe költözött, ahol részt vett a Berlini Tudományos Akadémia megszervezésében. Az Akadémia alelnöke és a matematikai osztály vezetője volt 1766-ig. Ekkor elhagyta Berlint, mivel az időközben az akadémiára érkező D'Alembert-rel képtelen volt együtt dolgozni.
Ezután ismét Szentpéterváron alkotott egészen 1783. szeptember 18-ig, amikor agyvérzés következtében meghalt.

## Munkássága
Rendkívül termékeny és sokoldalú tudós, elsősorban matematikus, de kiváló fizikus is volt. Huszonnyolc nagyobb művet és több mint nyolcszáz értekezést írt. A matematika szinte valamennyi ágában maradandót alkotott.
- A számelméletben megtalálta a 8. tökéletes számot és 59 barátságos számpárt.[1]
- Bizonyította, hogy minden páros tökéletes szám {\displaystyle 2^{k}(2^{k+1}-1)} alakú.
- Megmutatta, hogy az ötödik Fermat-szám összetett: F5 osztható 641-gyel.
- Első publikált bizonyítását adta Fermat állításának: minden 4k+1 alakú prímszám két négyzetszám összege.
- Ő jelölte először π-vel a kör kerületének és átmérőjének arányát, e-vel az {\displaystyle \left(1+{\frac {1}{n}}\right)^{n}} sorozat határértékét, amit később róla neveztek el.
- Levezette az {\displaystyle e^{i\pi }=-1} egyenlőséget.
- Az analitikus geometria keretében szinte egymaga megalkotta a ma használatos trigonometriát.
- 1748-ban megjelent könyvében szereplő koordináta-rendszernek két tengelye volt, melyeken már negatív értékek is szerepeltek. Gyakran használt polárkoordinátákat is.
- Síkgeometriában felfedezte és a nevét viseli a háromszög Euler-egyenese (1744).
- Felfedezte a Feuerbach-kört.
- Bebizonyította a róla elnevezett Euler-tételt, mely felírja a háromszög köréírt és beírt körének középpontjai közötti távolságot a két kör sugara segítségével.
- Bizonyította a róla elnevezett Euler-féle poliédertételt, mely összefüggést ad egy poliéder csúcsainak, éleinek és lapjainak száma között (1744).
- Elsőként haladta meg a kúpszeletek tárgyalása során Apollóniosz eredményeit.
- A gráfelmélet nyitányát jelenti a königsbergi hidak általa megoldott problémája.
- Megoldotta a karcsú rudak rugalmas kihajlásának problémáját.
- A hidrodinamikát ma is az ő felfogásában tárgyalják.
- Az örvényszivattyúk és turbinák méretezését ma is az Euler-turbinaegyenlet szerint végzik.
- A pörgettyűmozgást az Euler-féle kinetikai egyenletek segítségével vizsgálta.
- Foglalkozott valószínűségszámítással, komplex számokkal, harmonikus sorokkal, moduláris aritmetikával, differenciálegyenletekkel.
- A csillagászatban foglalkozott a bolygók pályáinak kiszámításával.
- Az optikában a kromatikus aberráció matematikai elemzésével.
- Írt könyvet a hidraulikáról, hajótervezésről, tüzérségről, zenéről. Jelentős térképészeti munkát is végzett.

Foglalkozott a tudományos módszerek népszerűsítésével is. 1768 és 1772 között jelent meg háromkötetes, Levelek a német hercegnőhöz címet viselő munkája, ami ezeket a népszerű tudományos témákkal foglalkozó írásait tartalmazza.
Halálakor 560 megjelent műve volt, posztumusz cikkeit a Szentpétervári Akadémia folyamatosan adta ki. 1843-ban, amikor úgy tűnt, mindet feldolgozták, a lista 756 tagot tartalmazott. Ekkor váratlanul 61 kéziratot találtak. A huszadik század elején összeállított listán 866 írás van.

## Főbb művei
- Mechanica sive motus scientia analytice exporita (1736)
- Einleitung in die Arithmetik (1742)
- Methodus inveniendi lineas curvas maximi minimive proprietate gaudentes (1744)
- Introductio in analysin infinitorum (1748)
- Institutiones calculi diff. et integralis (1755, 1768)